# Голубая мечеть (Тебриз)

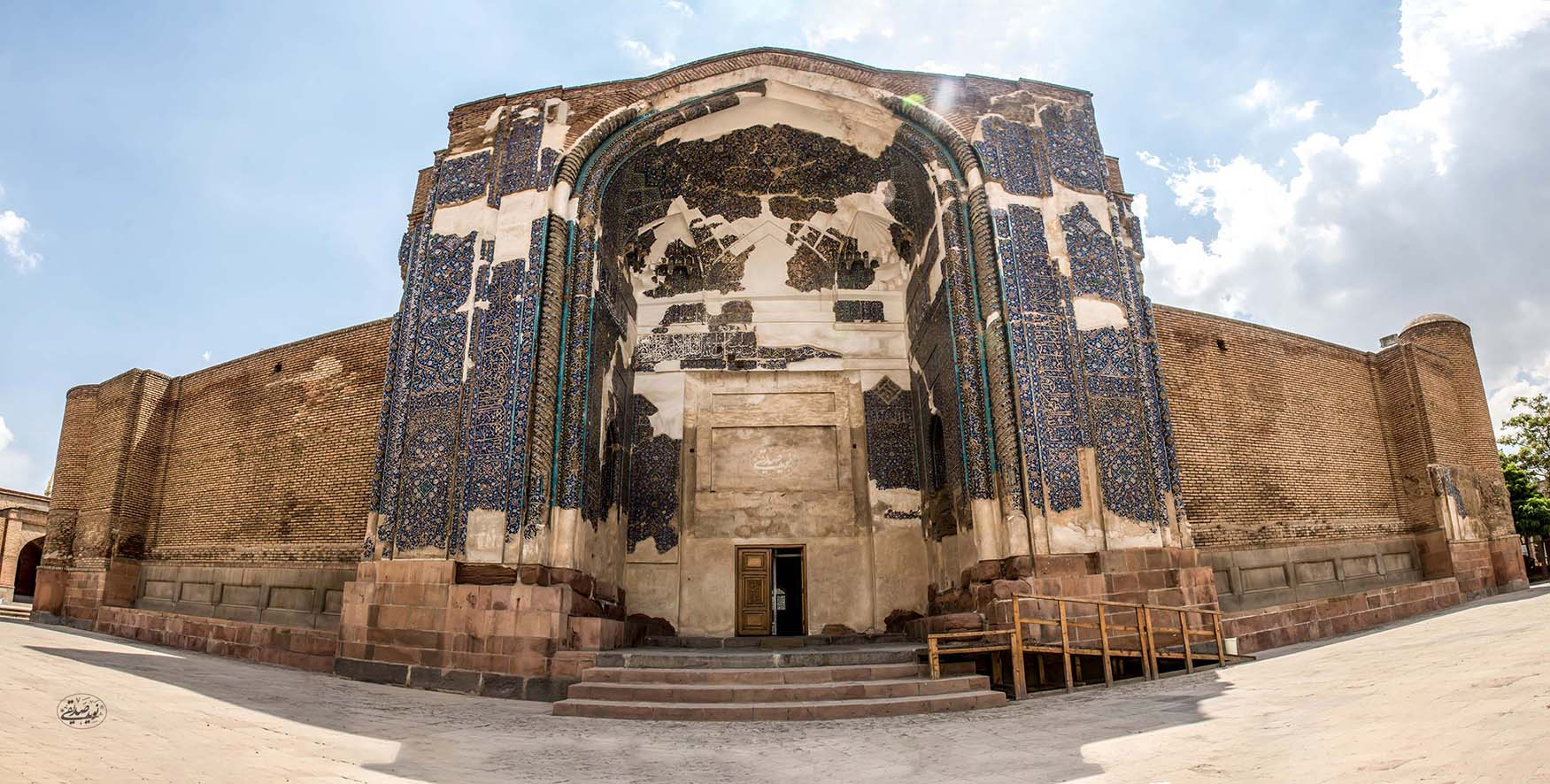
Голубая мечеть в Тебризе

Голубая мечеть (перс. مسجد کبود‎ (Masjed-e Kabud); азерб. Göy məscid) — известная историческая мечеть в Тебризе, Иран. Мечеть и некоторые другие общественные здания были построены в 1465 по приказу Джаханшаха, правителя Кара-Коюнлу.

## История
Мечеть была построена по приказу Джаханшаха, правителя государства Кара-Коюнлу. Был убит Узун-Гасаном и похоронен на её территории.
Мавзолей построен в южной части мечети и сделан полностью из мрамора, на котором выгравированы выдержки из Корана.
Мечеть была серьёзна повреждена во время землетрясения в 1779 году, от неё остался только вход. Реконструкция началась в 1973 году при наблюдении иранского министерства культуры и продолжается до сих пор.

## Галерея

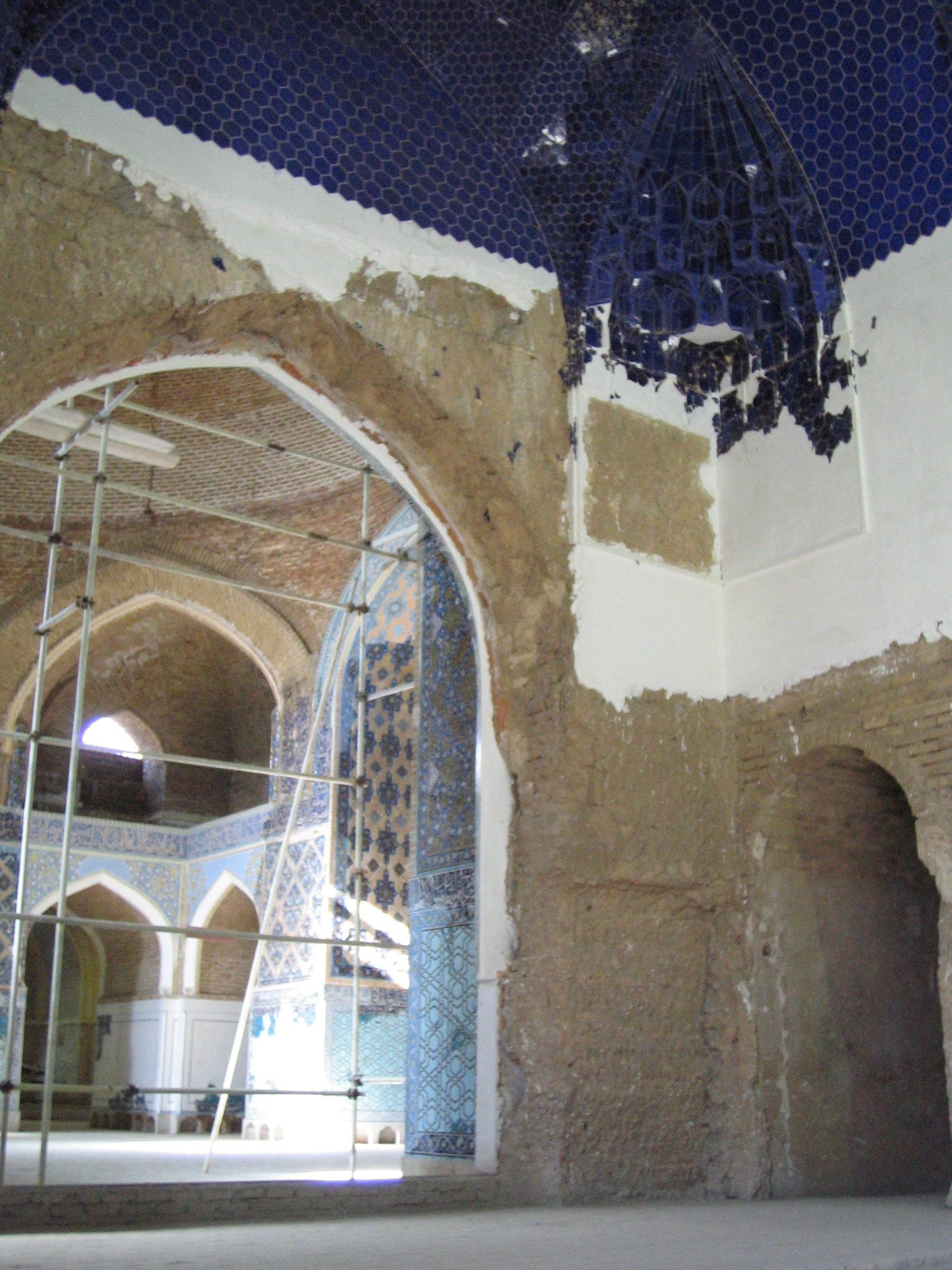
Интерьер
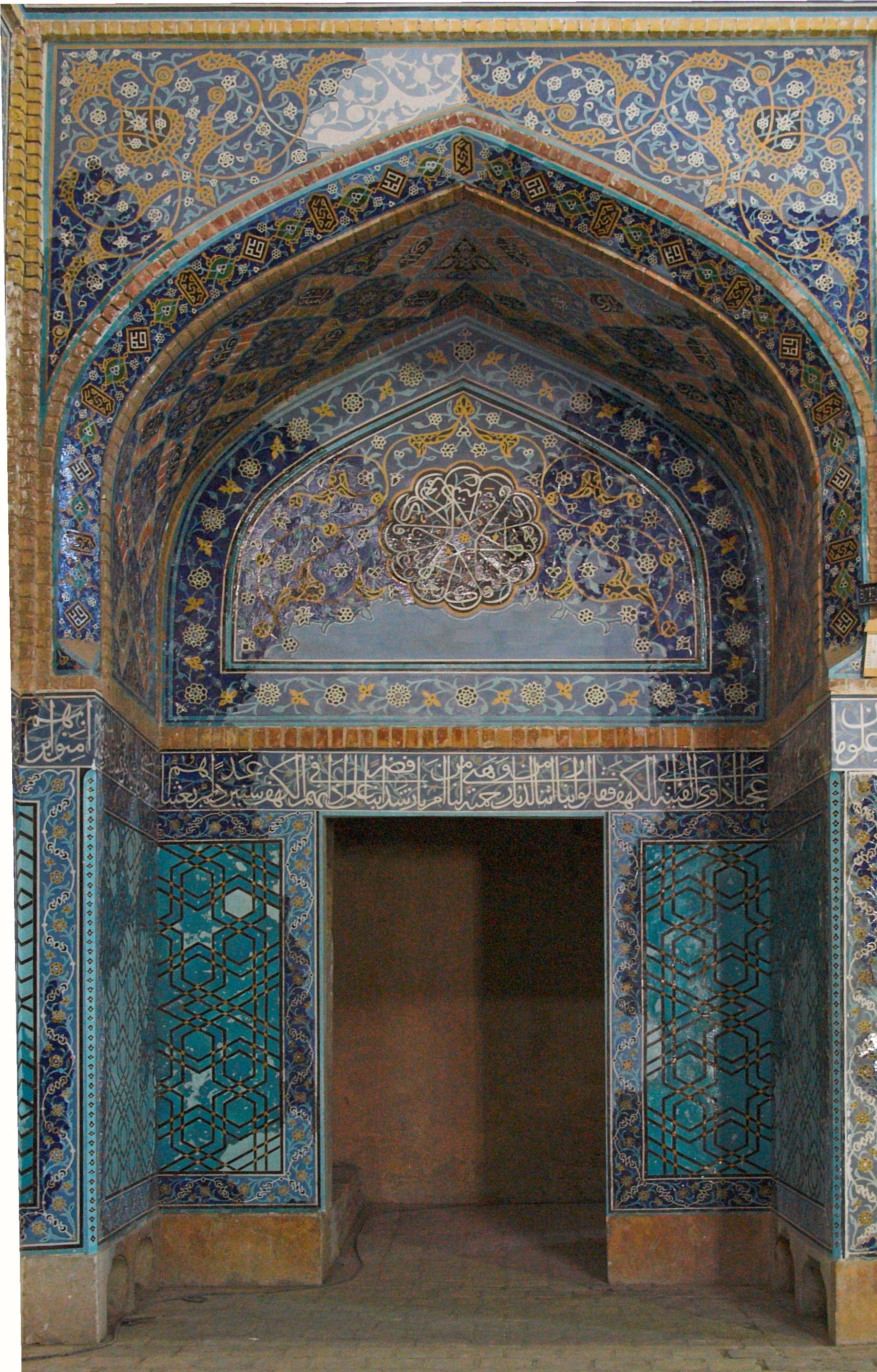
Одна из внутренних дверей
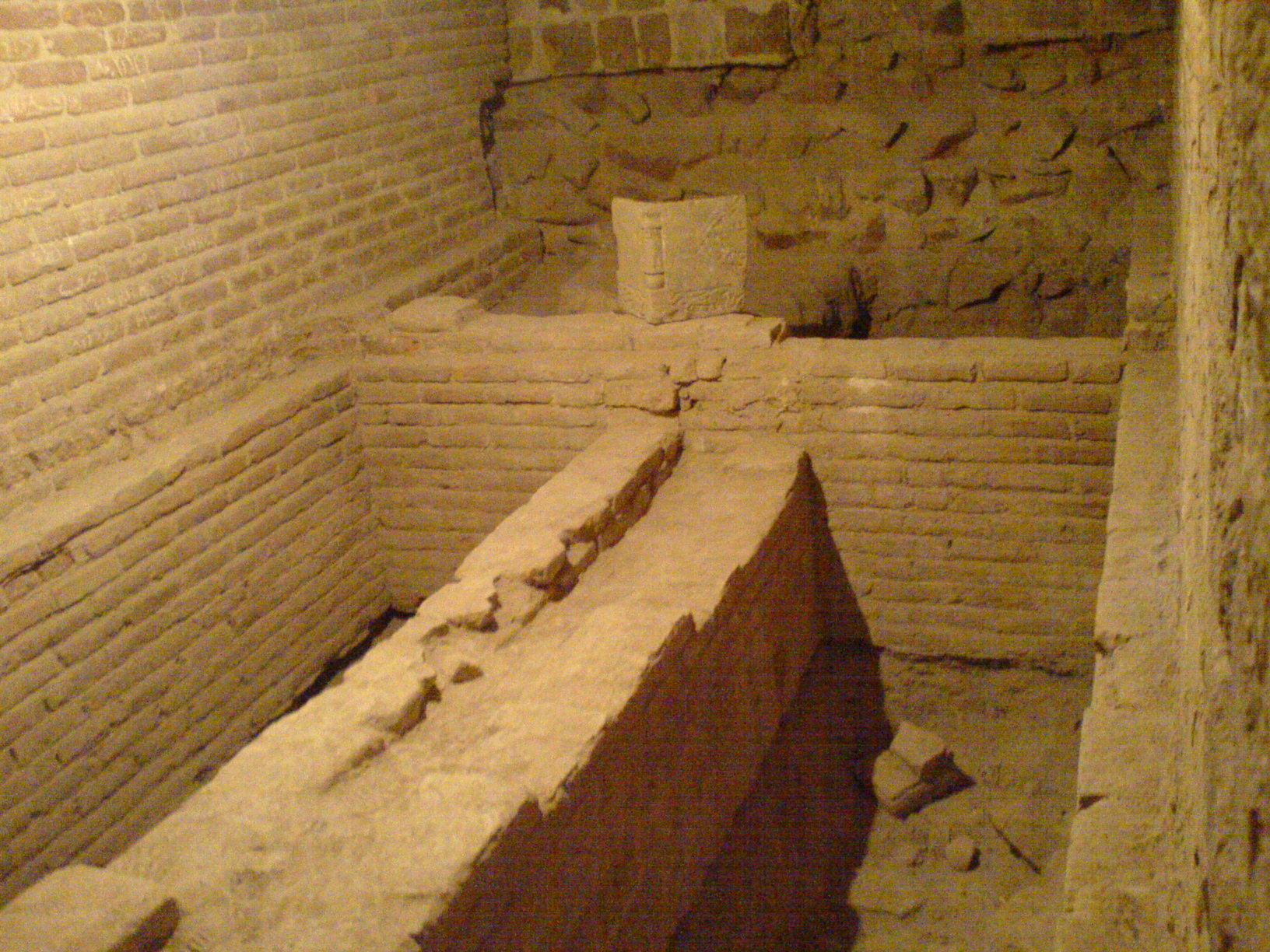
Могила шаха Джахана в южной части мечети